# Srednjoameričko zajedničko tržište
Srednjoameričko zajedničko tržište (Predložak:Špa..; MCCA) je gospodarstveno udruženje pet zemalja Latinske Amerike: Nikaragve, Gvatemale, Salvadora i Hondurasa, a od 1963. i Kostarike.
Ugovorom iz Manague (1960.) dogovorena je liberalizacija trgovinskih odnosa između članica, uspostava carinske politike prema drugim zemaljama te suradnja vezana za kreditne i valutne odnosa.
Organizacija je stala s razvojem za vrijeme događaja 1969. godine, kada se dogodio tzv. "Nogometni rat" tj. jakim imigracijskim valom Salvadorčana u Honduras. Organizacija ponovno započinje s radom 1991. godine, ali još nisu postignuti značajniji uspjesi. Sjedište organizacije je u Managuau, Nikaragva.